# Onnum Ridge
Onnum Ridge ist ein Gebirgskamm im Australischen Antarktis-Territorium. In der Britannia Range erstreckt er sich 5 km südlich des Derrick Peak in nordöstlicher Richtung zum McCraw-Gletscher.
Ein neuseeländisches Geologenteam von der University of Waikato, das zwischen 1978 und 1979 in diesem Gebiet tätig war, nahm die Benennung vor. Namensgeber ist das altrömische Reiterkastell Onnum im Nordosten Englands.